# Жан Ґійом Оґюст Люґоль
Жан Ґійом Оґюст Люґоль (фр. Jean-Guillaume Auguste Lugol; 18 серпня 1786 — 16 вересня 1851) — французький лікар.
Люґоль народився в Монтобані. Він вивчав медицину в Парижі та отримав ступінь доктора медицини в 1812 році. У 1819 році його призначили виконувачем обов'язків лікаря в лікарні Сен-Луї, і він займав цю посаду до виходу на пенсію. Після його смерті в 1851 році в Неї-сюр-Сен його дочка Адель-Августина вийшла заміж за Поля Брока.
Люґоль цікавився туберкульозом і представив статтю Королівській академії наук у Парижі, в якій він виступав за використання свіжого повітря, фізичних вправ, холодних ванн і ліків. Він також опублікував чотири книги про скрофульозні захворювання та їх лікування (1829, 1830, 1831, 1834). Члени Королівської академії відвідали лікарню Люґоля, де спостерігали поліпшення стану його пацієнтів протягом шістнадцяти місяців та схвалили його методику.
Він припустив, що його розчин йоду можна використовувати для лікування туберкульозу. Це твердження свого часу привернуло велику увагу. Хоча розчин йоду Люґоля врешті виявився неефективним у лікуванні туберкульозу, Пламмер успішно використовував його для лікування тиреотоксикозу.
Розчин йоду Люґоля також використовується в пробі Шиллера для діагностики раку шийки матки.